# Elisabethbrug

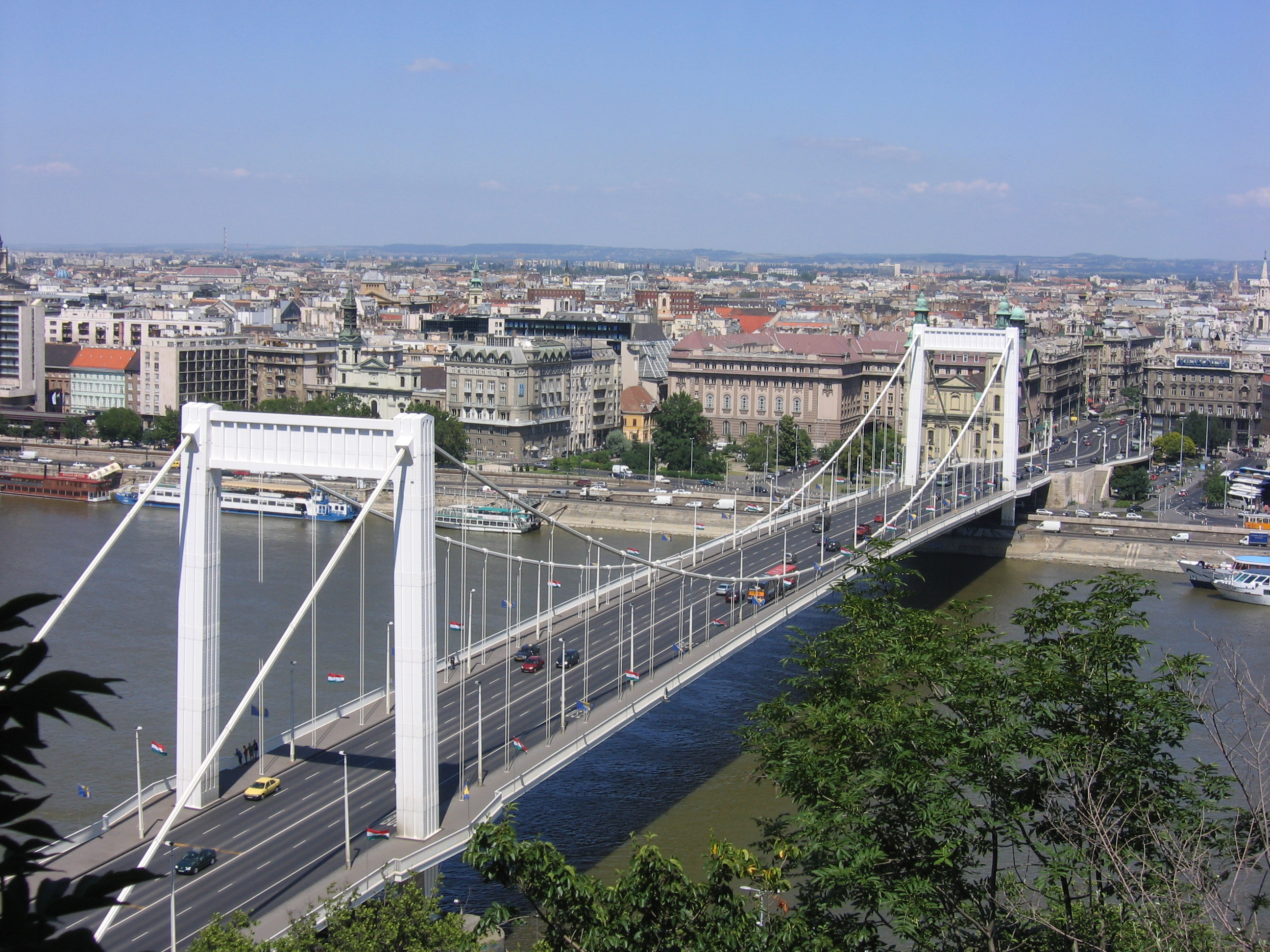
De Elisabethbrug vanaf de citadel in Boeda

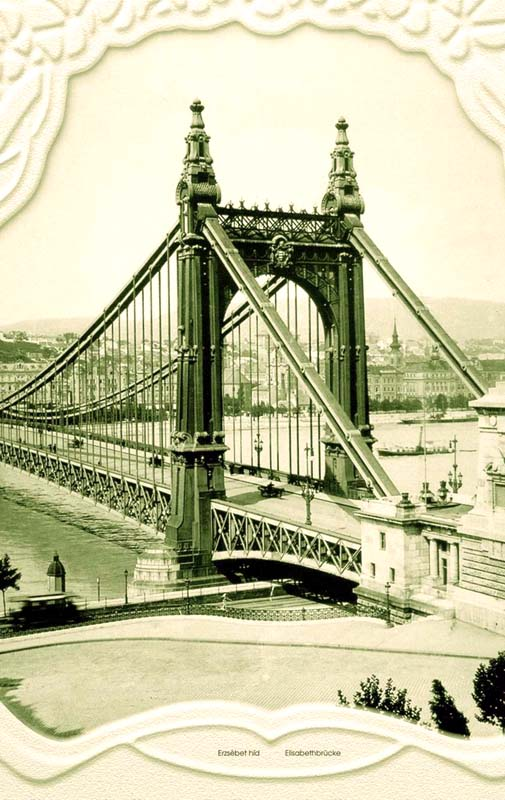
De oorspronkelijke Elisabethbrug

De Elisabethbrug (Erzsébet híd) is een hangbrug over de Donau in de Hongaarse hoofdstad Boedapest. De brug dateert oorspronkelijk uit 1903, maar werd in de Tweede Wereldoorlog verwoest, vervangen door de huidige, modernere brug. Deze brug werd ontworpen door Pál Sávoly en dateert uit 1964.
De oorspronkelijke brug werd gebouwd tussen 1898 en 1903 op de plek waar de Donau het smalst is: 290 meter. De brug overspande deze afstand in één keer. De brug kreeg de naam van koningin Elisabeth ("Sisi"), die in 1898 in Genève was vermoord.
Op 18 januari 1945 werd de brug evenals de andere Donaubruggen opgeblazen door terugtrekkende Duitse troepen. De brug werd pas tussen 1961 en 1964 herbouwd, waarbij de oorspronkelijke pijlers werden gebruikt. De kettingen werden vervangen door dikke, zware kabels. Het is de enige herbouwde brug die een modern uiterlijk kreeg.
Tot 1973 was er tramverkeer over de brug.
Als men over de brug naar Boeda rijdt ziet men op de Gellértberg het standbeeld van bisschop Gellért (Gerardus) die de stad zegent.
Aan de andere kant van de brug, in Pest, ligt de brug aan het 15 Maartplein, het begin van een luxe winkelgebied.

## Trivia
Met Nieuwjaar gaan veel Hongaren op de brug wachten tot het nieuwe jaar om 12 uur begint, om van daaruit dan de stad in te gaan.